# Promiscuità
La promiscuità è la presenza, in uno stesso luogo, di maschi e femmine, spesso vista o interpretata in modo di disagio o di equivoco. 
Nel comportamento sessuale umano è la pratica di avere frequenti rapporti sessuali occasionali con partner diversi o in maniera indiscriminata nella scelta del partner. Il termine è spesso in uso per portare un giudizio morale, se considerato nel contesto di un ideale sociale in cui le attività sessuali devono avvenire solo all'interno di relazioni impegnate. Un esempio comune di comportamento considerato promiscuo nei principi ideali di molte culture è la cosiddetta "una notte e via" o "scappatella".
Il termine è stato utilizzato dagli etnologi del XIX secolo per indicare una condizione sociale antica o primitiva che non prevedeva la presenza del matrimonio e che quindi poteva essere caratterizzata dalla presenza di rapporti tra individui dei due sessi senza regole né convenzioni. Nel ventunesimo secolo, l'idea primitiva della promiscuità non trova molto riscontro, anche se diverse culture praticano la promiscuità come matrimonio di gruppo in forma poliandrica, come per i popoli Olo-ot del Borneo.